# Ad Aquae
Ad Aquae este un sit arheologic aflat pe teritoriul orașului Călan. În Repertoriul Arheologic Național, monumentul apare cu codul 87433.01.01, 87433.01.02.